# Chicheng (Zhangjiakou)
Chicheng (chinesisch 赤城县, Pinyin Chìchéng Xiàn) ist ein Kreis der bezirksfreien Stadt Zhangjiakou in der chinesischen Provinz Hebei. Er hat eine Fläche von 5.263 Quadratkilometern und zählt 238.169 Einwohner (Stand: Zensus 2010). Sein Hauptort ist die Großgemeinde Chicheng (赤城镇).